# Francisco Zúñiga

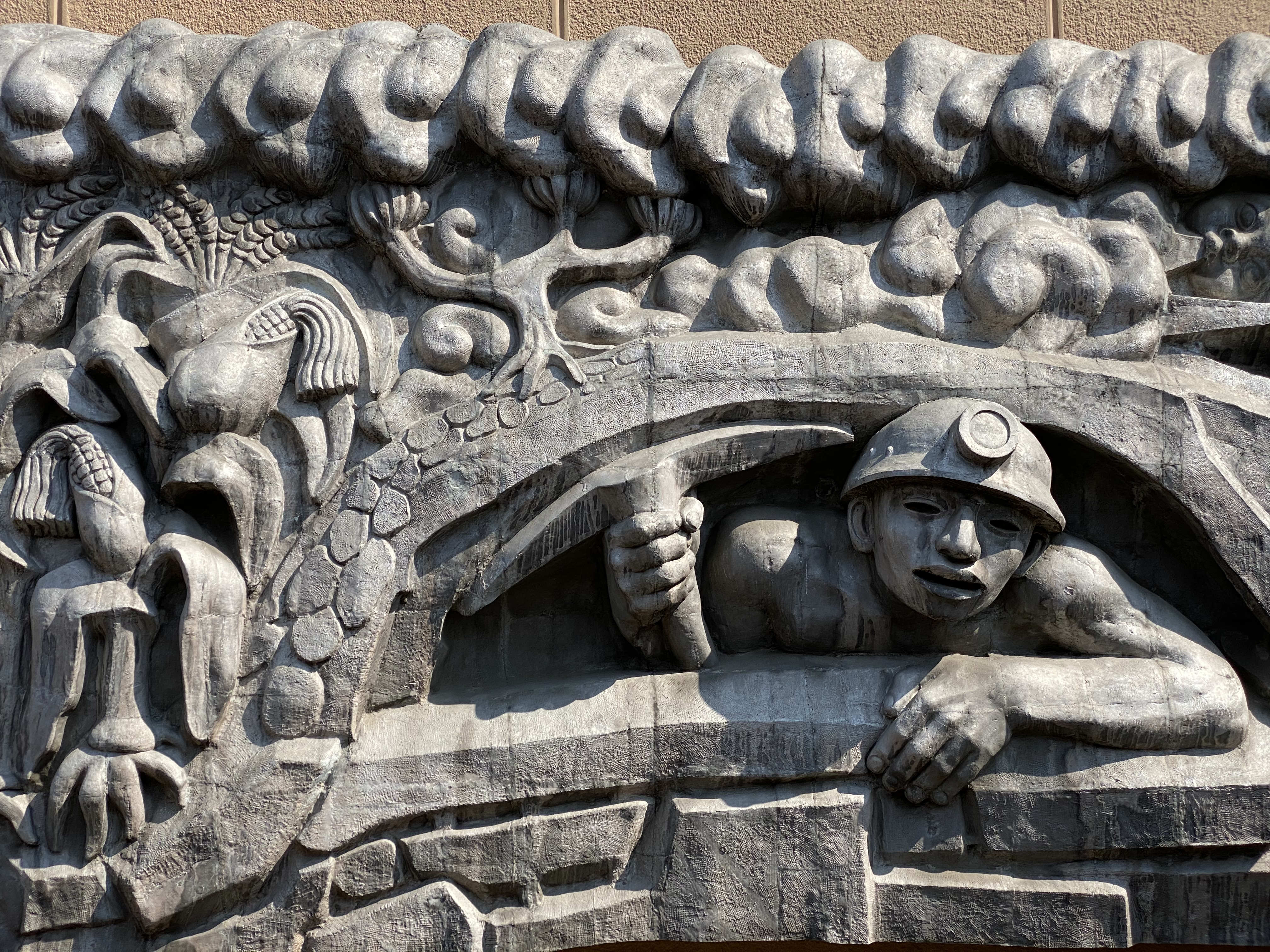
Alegoría Médica, aluminio fundido, 1958. Estacionamiento del Centro Médico Nacional Siglo XXI. Ciudad de México

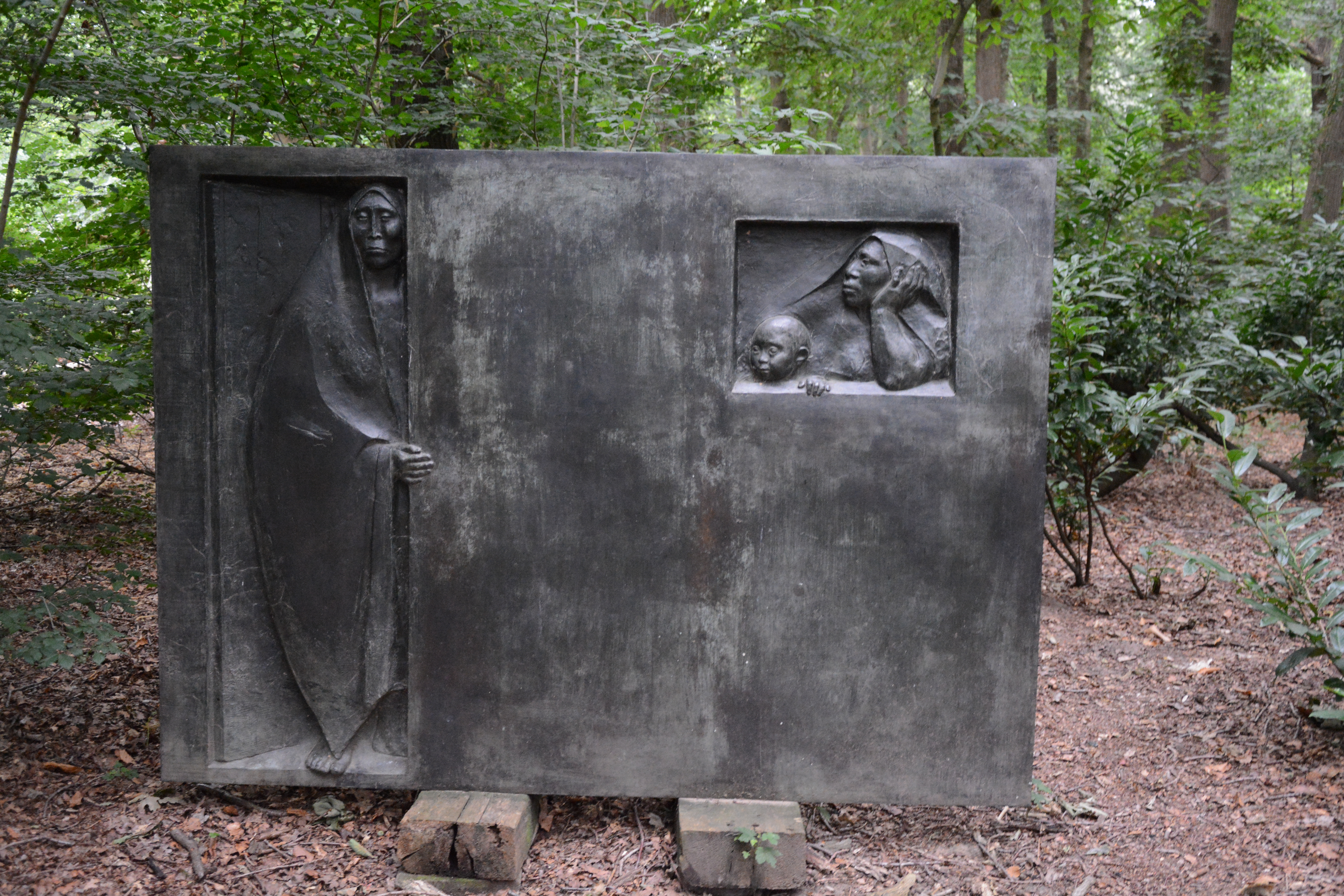
Francisco Zúñiga, De Drempel, 1970

José de Jesús Francisco Zúñiga Chavarría (San José, Costa Rica, 27 de diciembre de 1912 - Ciudad de México, México, 9 de agosto de 1998) fue un artista costarricense nacionalizado mexicano, conocido tanto por su pintura y su escultura. El artista Fernando González Gortázar lista a Zúñiga como uno de los 100 mexicanos más notables del siglo XX, mientras que la Encyclopædia Britannica le llama "quizás el mejor escultor" de la política mexicana de estilo moderno. Es reconocido mundialmente como uno de los grandes escultores del siglo XX.

## Biografía
Francisco Zúñiga nació en la ciudad de San José, Costa Rica, el 27 de diciembre de 1912. Hijo de María Juliana del Rosario Chavarria Calvo y  Manuel María Zúñiga Rodríguez. Su infancia, adolescencia y juventud discurrieron en el hogar y taller de su padre, maestro escultor e imaginero considerado uno de los mejores del país en esa época, a su vez, nieto de Manuel Rodríguez Cruz, el mejor maestro imaginero costarricense del siglo XIX. Sus estudios primarios los realizó en la escuela pública del cantón de Montes de Oca.
Desde pequeño, descolló por su habilidad para el dibujo. A los 12 años, modeló su primer bajorrelieve en yeso, un nacimiento, la cual se considera su primera escultura conocida. En 1927, ingresó a un curso de dibujo en la Academia de Bellas Artes de Costa Rica dirigida por el pintor español Tomás Povedano, sin embargo, se mostró disconforme ya que sintió que las rígidas formas académicas impuestas en dicha escuela limitaban su sensibilidad artística.
En 1929, su condiscípulo y amigo, el también escultor Juan Manuel Sánchez Barrantes, lo motivó con noticias de una nueva sensibilidad que en ese entonces dominaba el arte occidental. Junto con Sánchez y otros aprendices del taller de su padre, Zúñiga empezó a realizar talla directa, siendo influenciados principalmente por la escultura precolombina de América.
Sin dejar de lado la imaginería tradicional, la temática indígena y la animalística empieza a destacar en las obras del círculo de Zúñiga, integrado además de Sánchez, por otros futuros connotados escultores costarricenses como Juan Rafael Chacón y Néstor Zeledón Varela, así como pintores como Gonzalo Morales Alvarado y Francisco Amighetti. Lo autóctono, lo subjetivo, la síntesis, las concepciones modernas, lo vernáculo (vendedores ambulantes, marimberos, lavanderas, mujeres de iglesia, campesinos, viajeros, hombres a caballo, etc), se vuelven la temática preponderante de su arte. Tenía 16 años.
En 1928, el Diario de Costa Rica organizó y auspició una serie de exposiciones de arte, que se suceden hasta 1937, despertando conciencias, vocaciones, el sentimiento nacionalista y a la vez, educando a la población poniéndola en contacto con el arte. Surge un grupo de jóvenes artistas que se autodenominaron "La Nueva Sensibilidad" (también se les conocería más tarde como "La Generación de los Treinta"), conformado por Zúñiga, Sánchez, Zeledón, Amighetti, los pintores Manuel de la Cruz González, Teodorico Quirós y Luisa González. El arte de la Nueva Sensibilidad se enfrenta en las exposiciones al arte académico de los maestros Tomás Povedano, Ezequiel Jiménez Rojas y Enrique Echandi, pintores, y del escultor Juan Ramón Bonilla, causando gran revuelo y polémica por la aparición de las nuevas formas de los nóveles artistas. En 1931, en la III Exposición, Zúñiga expone sus sorpresivos óleos Muchacha y Tinaja, el retrato de Juan Manuel Sánchez y de su hermano Manuel Zúñiga, su Boyero y su peón, y las esculturas Gamonal (talla directa en madera) e Inspiración (talla directa en piedra), obras todas que obtienen los primeros puestos y medallas de oro en pintura y escultura. Ese mismo año, junto a Juan Manuel Sánchez, visita el Museo Nacional de Costa Rica, donde se siente impresionado y analiza los dibujos y esculturas precolombinas, la cerámica, las joyas de jade y oro.
En 1934, surge otra de sus obras notables, La mujer que duerme. Realiza numerosos trabajos en acuarela, bocetos de esculturas, retratos, paisajes donde se sintetizaba su visión de la campiña costarricense. Utilizó diferentes técnicas de dibujo, tinta china, lápiz, retratando a sus parientes, animales al natural y paisajes. Además, creó una serie de xilografías, que fueron incorporadas al Álbum de Grabados de 1934, que reunió obras de otros artistas costarricenses como Amighetti, Manuel de la Cruz, Teodorico Quirós y Carlos Salazar Herrera.
Una año después, en 1935, un grupos de costarricenses se reunió para organizar un concurso para erigir un monumento a la madre. Zúñiga sintió que era la oportunidad para concretar una idea surgida varios meses atrás. El 1 de febrero de 1935, el Diario de Costa Rica anunció que Francisco Zúñiga era el ganador del primer premio del Salón de Escultura en Costa Rica por su obra en piedra llamada "Maternidad", esculpida directamente en un bloque de piedra de andesita traído desde Cartago. El monumento levantó una gran polémica, desatándose una discusión sobre la adjudicación del premio a Zúñiga, aunque finalmente este prevaleció.
Fue entonces cuando Francisco Zúñiga decide trasladarse a México, en 1936, donde estudia arte formalmente en La Escuela de Talla Directa La Esmeralda, en colaboración con Antonio Ruiz "El Corcito", el escultor Oliverio Martínez y el pintor Manuel Rodríguez Lozano.  En 1938, fue nombrado profesor de una facultad en esta escuela y fue donde se mantuvo hasta que se jubiló en 1970. Entre 1938 y 1942, colaboró con el escultor Daniel Gutiérrez Ruiz en obras monumentales de bronce. En 1958 le fue otorgado el primer premio de escultura en el Instituto Nacional de Bellas Artes.
Las obras de Zúñiga se han expuesto ampliamente, tiene muestras en Los Ángeles, San Salvador, San Francisco, Washington D. C., Estocolmo y Toronto. Entre los museos que poseen sus obras en sus colecciones permanentes están el San Diego Museum of Art, el Metropolitan Museum of Art y el Museo de Arte Moderno de Nueva York, en Museo de Arte Moderno de México,  el Museo de Arte Costarricense, el Phoenix Art Museum en Arizona, el Museo de Arte de Ponce en Puerto Rico, y el  Hirshhorn Museum de Washington D. C.
Luego de vivir 62 años en México, país del que adquirió la nacionalidad, falleció el 9 de agosto de 1998.

## Obras
Su estilo único es caracterizado por la representación de recios y orgullosos personajes indígenas, sobre todo femeninos, como:
- Monumento a Ramón López Velarde (1952),
- Relieves en el edificio de la Secretaría de Comunicaciones y Transportes en talla directa (1954),
- Elena sentada (1966),
- Evelia sentada (1970),
- Juchiteca sentado y un canasto (1973),
- Yalalteca (1975),
- Tres generaciones (1985),
- Orate (1987); en ellas utilizó como materiales el bronce, la madera, la piedra, el mármol o el ónix.

También trabajó la litografía desde 1973. En 1987 fue nombrado académico de número de la Academia de Artes de México, en 1990 perdió la vista pero continuó trabajando en terracota en su estudio personal. En 1992 recibió el Premio Nacional de Ciencias y Artes en el área de Bellas Artes. En 1993, se retiró y en 1994 su obra se presentó en una exhibición en el Palacio de Bellas Artes. Murió el 9 de agosto de 1998.

### Libros
- Anguiano, Raúl; Moyssén Echeverría, Xavier; Sebastián, Enrique (1998). Homenaje al maestro Francisco Zúñiga : (1912 - 1998). Academia de Artes. 968-7292-12-1.
- Brewster, Jerry (1984). Zúñiga (en inglés). Alpine Fine Arts. ISBN 088-1680-07-9.
- Cardona Peña, Alfredo (1997). Francisco Zúñiga: Viaje poético. Editorial Universidad Estatal a Distancia. ISBN 978-997-7648-99-6.
- Echeverria, Carlos Francisco (1981). Zúñiga: An Album of His Sculptures (en inglés). Hacker Art Books. ISBN 978-968-7047-03-4.
- Ferrero, Luis (1985). Zúñiga, Costa Rica: Colección Daniel Yankelewitz. Editorial Costa Rica. ISBN 9977231605.
- Paquet, Marcel (1989). Zúñiga: La abstracción sensible. El Taller del Equilibrista. ISBN 968-6285-24-5.
- Reich, Sheldon (1981). Francisco Zúñiga, Sculptor: Conversations and Interpretations (en inglés). University of Arizona Press. ISBN 978-081-6506-65-1.
- Rodriguez Prampolini, Ida (2002). La obra de Francisco Zúñiga, canon de belleza americana. Sinc, S.A. de C.V / Albedrio. ISBN 978-970-9027-07-5.
- Zeledón Cartín, Elías (2013). Biografías de costarricenses (1° edición). Editorial Universidad Nacional de Costa Rica. pp. 265-269. ISBN 9789977653822.
- Zúñiga, Ariel (2001). Francisco Zúñiga: Travel sketches 1 (en inglés). Sinc, S.A. de C.V / Albedrio. ISBN 978-970-9027-05-1.
- Zúñiga, Ariel (1999). Francisco Zúñiga, Catalogo Razonado, Volumen I: Escultura / Catalogue Raisonné, Volume I: Sculpture (1923-1993) (en inglés). Sinc, S.A. de C.V / Albedrio. ISBN 978-970-9027-02-0.
- Zúñiga, Ariel (2003). Francisco Zúñiga, Catalogo Razonado, Vol. II: Oleos, estampas y reproducciones / Catalogue Raisonné, Vol. II: Oil Paintings, prints and reproductions (en inglés). Sinc, S.A. de C.V / Albedrio. ISBN 978-970-9027-08-2.
- Zúñiga, Ariel (2007). Francisco Zúñiga Catalogo Razonado / Catalogue Raisonné Volume III (Drawings 1927–1970). Sinc, S.A. de C.V / Albedrio. ISBN 978-970-9027-10-5.
- Zúñiga, Ariel (2007). Francisco Zúñiga Catalogo Razonado / Catalogue Raisonné Volume IV (Drawings 1971–1989). Sinc, S.A. de C.V / Albedrio. ISBN 978-970-9027-11-2.

### Revistas
- Nieto Sua, Rosa Amparo (1983). Francisco Zúñiga and the Mexican tradition. Nueva York: M.A. thesis, Queens College.
- Ruiz de Icaza, Maru (1998). Francisco Zúñiga: sus mujeres indígenas se asentaron en el ex Palacio del Arzobispo. Actual, volumen 5 número 52 página 68.
- Sánchez Ambriz, Mary Carmen (1998). Francisco Zúñiga, 1912-1998; In memoriam. Siempre! volumen 45 número 2357 página 61.
- Ureña Rib, Fernando (2007). La sostenida maestría de Francisco Zúñiga.
- Van Rheenen, Erin (2007). Living Abroad in Costa Rica.